# أندرو لويد (منافس ألعاب قوى)
أندرو لويد (بالإنجليزية: Andrew Lloyd)‏ هو منافس ألعاب قوى أسترالي، ولد في 14 فبراير 1959 في كولشيستر في المملكة المتحدة.

## وصلات خارجية
- أندرو لويد على موقع الاتحاد الدولي لألعاب القوى (الإنجليزية)
- أندرو لويد على موقع النتائج التاريخية لألعاب القوى الأسترالية (الإنجليزية)
- أندرو لويد على موقع أوليمبيديا (الإنجليزية)
- أندرو لويد على موقع اللجنة الأولمبية الأسترالية (الإنجليزية)
- أندرو لويد على موقع اتحاد ألعاب الكومنولث (مؤرشف) (الإنجليزية)